# Batouri
Batouri es una comuna camerunesa perteneciente al departamento de Kadey de la región del Este.
En 2005 tiene 67 007 habitantes, de los que 31 683 viven en la capital comunal homónima.
Se ubica en el cruce de las carreteras N10 y P5, unos 70 km al este de la capital regional Bertoua. Su territorio es fronterizo con la prefectura centroafricana de Mambéré-Kadéï.

## Localidades
Comprende, además de la ciudad de Batouri, las siguientes localidades:
| - Akakélé - Akokang - Ambanga - Amendjome - Anoé - Aviation - Badongoué - Bakombélé - Bakombo - Banyo I - Banyo II - Barinbangué - Belibam - Belingbanda - Belita - Bili-Bili - Bonrongoué - Bougogo - Daliguéné - Dem II | - Dimako - Djengué - Djoeguené - Dogbo II - Doubé - Fio - Gadji - Garoua-Sambé - Gbabélé - Gbalatilo - Gbangari - Hepi - Houpi - Ipa - Kadey - Kambele - Kolkélé - Kombo-Amougou - Konga - Konga-Mboua | - Lobi - Lombaya - Mama - Mbangou I - Mbendissola - Mbombé-Pana - Mboné - Mboumama - Mbounou - Mobé - Mosso - Naboubou - Nadegbe - Nambalo - Narke I - Narké II - Ndam - Ndamano - Ndemdé II - Ndendé I | - Ndongmembe - Ngangam - Ngarindembo - Ngoura II - Nguemo I - Nguemo II - Nguindi - Njira II - Nkolbomo - Nyabi - Pana-Selo - Sandaé - Taparé - Tassongo - Tikondi - Touki - Vallé - Yoko |

## Clima

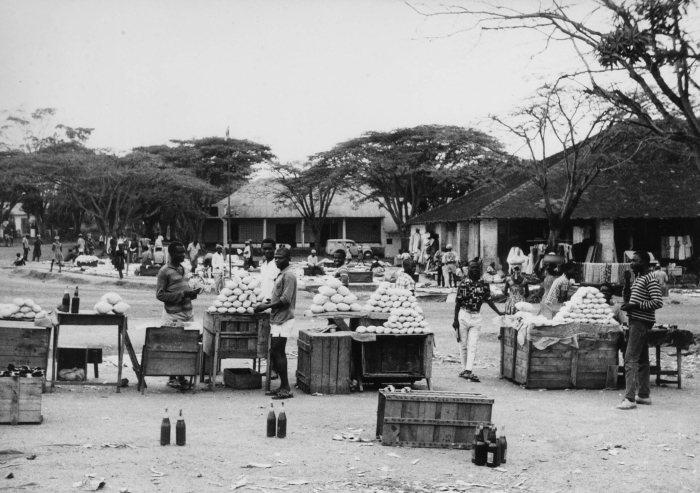
Mercado en Batouri en 1965.

| Parámetros climáticos promedio de Batouri | Parámetros climáticos promedio de Batouri | Parámetros climáticos promedio de Batouri | Parámetros climáticos promedio de Batouri | Parámetros climáticos promedio de Batouri | Parámetros climáticos promedio de Batouri | Parámetros climáticos promedio de Batouri | Parámetros climáticos promedio de Batouri | Parámetros climáticos promedio de Batouri | Parámetros climáticos promedio de Batouri | Parámetros climáticos promedio de Batouri | Parámetros climáticos promedio de Batouri | Parámetros climáticos promedio de Batouri | Parámetros climáticos promedio de Batouri |
| Mes                                       | Ene.                                      | Feb.                                      | Mar.                                      | Abr.                                      | May.                                      | Jun.                                      | Jul.                                      | Ago.                                      | Sep.                                      | Oct.                                      | Nov.                                      | Dic.                                      | Anual                                     |
| ----------------------------------------- | ----------------------------------------- | ----------------------------------------- | ----------------------------------------- | ----------------------------------------- | ----------------------------------------- | ----------------------------------------- | ----------------------------------------- | ----------------------------------------- | ----------------------------------------- | ----------------------------------------- | ----------------------------------------- | ----------------------------------------- | ----------------------------------------- |
| Temp. máx. media (°C)                     | 30.9                                      | 32.1                                      | 31.6                                      | 31.1                                      | 30.2                                      | 28.6                                      | 27.4                                      | 27.4                                      | 28.3                                      | 28.9                                      | 29.5                                      | 29.3                                      | 29.6                                      |
| Temp. media (°C)                          | 23.7                                      | 25.4                                      | 25.8                                      | 25.5                                      | 24.9                                      | 23.8                                      | 23.1                                      | 23.2                                      | 23.6                                      | 23.9                                      | 23.9                                      | 23.1                                      | 24.2                                      |
| Temp. mín. media (°C)                     | 17.1                                      | 18.6                                      | 19.7                                      | 20.0                                      | 19.6                                      | 19.1                                      | 18.9                                      | 18.9                                      | 18.9                                      | 18.8                                      | 18.4                                      | 17.0                                      | 18.7                                      |
| Precipitación total (mm)                  | 17.3                                      | 32.5                                      | 101.2                                     | 121.5                                     | 172.8                                     | 153.9                                     | 135.0                                     | 165.3                                     | 221.5                                     | 240.6                                     | 91.9                                      | 25.9                                      | 1479.4                                    |
| Días de precipitaciones (≥ 1.0 mm)        | 2                                         | 4                                         | 9                                         | 12                                        | 15                                        | 14                                        | 12                                        | 15                                        | 19                                        | 22                                        | 10                                        | 3                                         | 137                                       |
| Horas de sol                              | 172.0                                     | 171.0                                     | 173.7                                     | 187.3                                     | 202.2                                     | 154.3                                     | 118.0                                     | 99.8                                      | 125.3                                     | 151.7                                     | 186.0                                     | 175.7                                     | 1917.0                                    |
| Fuente: NOAA                              |                                           |                                           |                                           |                                           |                                           |                                           |                                           |                                           |                                           |                                           |                                           |                                           |                                           |